# Nora Kretz
Nora Kretz (Hillegersberg, 21 augustus 1934) is actrice, maar van oorsprong mimespeelster. Nadat zij de kweekschool heeft doorlopen, volgt zij een pantomimeopleiding bij Jan Bronk, de School voor Bewegingstheater in Amsterdam en de École de mime et de théâtre van Jacques Lecoq in Parijs. Zij werkte enige tijd in België (ook radio en televisie), en voorts bij mimegroep Carrousel. Vanaf 1976 speelt ze ook toneel o.a. bij het Zuidelijk Toneel Globe.
Ze speelt in films als Honneponnetje (1988), Baantjer (1995) en Oude tongen (1994). In 1989 speelt ze in de film Mijn Vader woont in Rio van Ben Sombogaert. In 1998 speelt Kretz in de film Abeltje onder regie van Ben Sombogaert. In seizoen 3 van Vrouwenvleugel had ze een bijrol als pleegmoeder tante Jopie 
In 2013 speelt ze in One Night Stand VIII - Verzet van Rob Lücker.   
In 2021 speelt ze op 86-jarige leeftijd in de locatievoorstelling Mijn liefde is een koorts van regisseur Betsy Torenbos. Volgens de recensie in de Theaterkrant deed ze dat met een weergaloze distinctie en glasheldere tekstbehandeling.